# Langenfeld (Észak-Rajna-Vesztfália)
Langenfeld település Németországban, azon belül Észak-Rajna-Vesztfália tartományban. Lakosainak száma 59 908 fő (2023. december 31.). Langenfeld Düsseldorf és Solingen községekkel határos.

## Népesség
A település népességének változása:
| Lakosok száma | 47 320 | 56 993 | 58 698 | 58 927 | 59 223 | 59 783 | 59 908 |
|               | 1975   | 2014   | 2017   | 2019   | 2021   | 2022   | 2023   |